# Mycteroperca interstitialis
Mycteroperca interstitialis là một loài cá biển thuộc chi Mycteroperca trong họ Cá mú. Loài này được mô tả lần đầu tiên vào năm 1860.

## Phân bố và môi trường sống
M. interstitialis có phạm vi phân bố rộng rãi ở vùng biển Tây Đại Tây Dương. Loài này được tìm thấy từ bang Bắc Carolina, dọc vùng biển đông nam Hoa Kỳ, bao gồm cả Bermuda, trải rộng gần như khắp vịnh Mexico (trừ phía bắc và tây) và ngoài khơi bang Louisiana (Hoa Kỳ). Từ vịnh Mexico, loài này được tìm thấy dọc theo bờ biển Caribe (trừ phía tây), bao gồm tất cả các hòn đảo và quần đảo bên trong nó, xuống đến Guyana ở phía bắc Nam Mỹ. Loài này còn được tìm thấy dọc theo vùng bờ biển Brazil ở phía nam Nam Mỹ, bao gồm quần đảo Trinidad và Fernando de Noronha.
M. interstitialis trưởng thành sống đơn độc xung quanh các rạn san hô và rạn đá ngầm ở vùng nước sâu, ở độ sâu khoảng 150 m trở lại, tập trung phổ biến hơn vùng biển quanh các đảo hơn là dọc theo bờ biển lục địa. Cá con và cá chưa lớn thường xuất hiện ở các vùng đầm phá có rừng ngập mặn. Khi trưởng thành, chúng di chuyển đến vùng nước sâu hơn.
Số lượng của M. interstitialis đang dần suy giảm dáng kể do bị đánh bắt quá mức, và sự suy giảm này sẽ tiếp tục tăng trong tương lai. Loài này phát triển chậm, sống lâu và có tỷ lệ tử vong tự nhiên thấp, việc đánh bắt quá mức cho nhanh chóng khiến loài này biến mất. M. interstitialis được xếp vào danh sách Loài sắp nguy cấp.

## Mô tả
M. interstitialis trưởng thành có thể đạt kích thước chiều dài cơ thể tới 86 cm; tuổi thọ tối đa được ghi nhận là 41 năm. Đầu và thân của cá thể trưởng thành màu nâu xám, có nhiều đốm màu nâu. Vành môi có màu vàng, đặc trưng của loài. Vây ngực sẫm màu, có viền màu nhạt. Vây lưng có viền vàng ở phần gai (đối với cá gần trưởng thành và cá con). Cá con có nửa đầu trên và thân trên màu nâu sẫm, màu trắng ở dưới; đuôi có một đốm đen ở gốc; mép trên và dưới của đuôi màu đen.
Số gai ở vây lưng: 11; Số tia vây mềm ở vây lưng: 16 - 18; Số gai ở vây hậu môn: 3; Số tia vây mềm ở vây hậu môn: 11 - 12; Số tia vây mềm ở vây ngực: 16 - 17; Số lược mang: 23 - 27; Số vảy đường bên: 70 - 82.